# ۲۶ زن برزنجیر
۲۶ زن برزنجیر یک ستاره است که در صورت فلکی آندرومدا قرار دارد.